# Фонарёв, Наум Михайлович
Нау́м Миха́йлович Фонарёв (1911 — 1990) — советский учёный в области создания новейших систем и устройств железнодорожной автоматики и телемеханики. Заслуженный изобретатель РСФСР (1965). Лауреат двух Сталинских премий третьей степени (1950, 1952), премии Совета Министров СССР в области проектирования и строительства.

## Биография
Родился 2 февраля 1911 года в местечке Кобыща (ныне Кобыжча, Бобровицкий район, Черниговская область, Украина) в семье Мойше Иосифовича Фин-Арова и Паи Срульевны Рудавской.
В 1931 году уехал в Москву. Учился на рабфаке, работал плотником, бригадиром плотников, инструктором. В 1932 году поступил в Военную Академию, но через год был отчислен из-за жалобы НКВД с места жительства родителей, что он скрыл своё происхождение: дед был кулаком и стал лишенцем. Поступил в Московский электромеханический институт инженеров железнодорожного транспорта (МЭМИИТ) имени Ф. Э. Дзержинского (впоследствии МИИТ) и закончил его в 1938 году. Был направлен на работу в НИИ железнодорожного транспорта (НИИЖТ) (впоследствии Всесоюзный научно-исследовательский институт железнодорожного транспорта (ЦНИИ НКПС, ныне ВНИИЖТ), в котором проработал 52 года — до конца жизни, пройдя путь от старшего инженера до заведующего лабораторией Автоматизации станционной работы.
В этой лаборатории в 1950 году была создана горочная автоматическая централизация (ГАЦ), ставшая в дальнейшем обязательной частью отечественной системы механизации сортировочных горок. В настоящее время она успешно действует на большинстве сортировочных горок России и республик бывшего СССР. Коллективом лаборатории под руководством Н. М. Фонарева и при его непосредственном участии были разработаны системы автоматического регулирования скорости скатывания отцепов (АРС), автоматического задания скорости роспуска (АЗСР), телеуправления горочным локомотивом (ТГЛ) и горочная локомотивная сигнализация (ГАЛС).
Умер 6 июня 1990 года в Москве. Похоронен на Миусском кладбище.

## Семья
- жена — Фрида Исааковна Теплицкая (1916—1998)
  - сын — Владимир Наумович Фонарёв (1947—2019), инженер
  - дочь — Елена Наумовна Фонарёва (Бебякина) (р. 1949), химик.

## Награды и звания
- кандидат технических наук
- Сталинская премия третьей степени (1950)— за создание горочной автоматической централизации
- Сталинская премия третьей степени (1952) — за разработку и внедрение локомотивной автоматической сигнализации с непрерывным автостопом
- премия Совета Министров СССР
- заслуженный изобретатель РСФСР (1965)
- Почётный железнодорожник
- орден «Знак Почёта»
- медаль «За трудовую доблесть»
- медаль «За доблестный труд в Великой Отечественной войне 1941—1945 гг.»
- две Золотые медали ВДНХ — за разработку и внедрение автоматики на сортировочных горках

### Работы и патенты
- Патенты Н. М. Фонарёва
- Устройства автоматики на сортировочных горках
- Автоматизация процесса расформирования составов на сортировочных горках